# Inspec
Inspec è un database bibliografico della letteratura scientifica e tecnica mondiale, aggiornato dall'Institute of Engineering and Technology (IET), e in precedenza dall'Institution of Electrical Engineers (IEE), uno dei precursori dell'IET.
Inspec è accessibile gratuitamente in Internet e tramite una rete di rivenditori partner. Al 2020 contiene più di 17 milioni di titoli, aggiornati settimanalmente.

## Storia
Inspec nacque nel 1967 come un'estensione di Science Abstracts. All'epoca, i record elettronici erano ancora distribuiti su nastro magnetico.
Negli anni '80 debuttò il Knowledge Index, una versione economica di Dialog ideata per le lente connessioni dial-up, che in breve tempo si diffuse negli Stati Uniti.
Per quasi cinque decadi l'indicizzazione è stata gestita manualmente da un gruppo di esperti dell'IET suddivisi per soggetto tematico, che negli anni hanno creato per gli utenti un thesaurus accurato e contestualizzato, in particolare per la ricerca dello stato dell'arte, per le ricerche di brevettabilità (rilevazione di brevetti già esistenti) e per la documentazione tecnica dei nuovi brevetti.

## Contenuto
Inspec copre la produzione scientifica negli ambiti della fisica, dell'informatica, del controllo e dell'ingegneria, includendo astronomia, elettronica, telecomunicazioni, ingegneria dei controlli, ingegneria elettrica, tecnologie informatiche, fisica, produzione e ingegneria meccanica.

L'area di competenza si è progressivamente estesa all'integrazione della tecnologia con l'economia, il management e le scienze sociali, tramite riviste quali: Annual Review of Financial Economics, Aslib Journal of Information Management, Australian Journal of Management, International Journal of Management e Economics and Social Science.

## Edizioni a stampa
Oltre alla base di conoscenza online, esisotono anche le seguenti pubblicazioni in formato cartaceo:
- Computer and Control Abstracts (ISSN 0036-8113): mensile nell'ambito dell'IT e delle scienze informatiche;
- Electrical and Electronics Abstracts (ISSN 0036-8105): mensile nell'ambito delle radiotelecomunicazione, dell'elettronica e dell'optoelettronica. Ogni semestre viene poubblicato l'indice bibliografico suddiviso per autore e soggetto tematico, corredato dalla relativa guida-utente.
- Physics Abstracts (ISSN 0036-8091): bisettimanale fondato dall'Institution of Electrical Engineers col nome di Scince Abstracts'. I primi cinque volumi coprono le pubblicazioni dal 1898 al 1902, riportando l'estremo bibliografico e l'abstract degli articoli. I volumi da 6 a 74 coprono la produzione scientifica fino al 1971, periodo durante il quale la rivista assunse i titoli di Science Abstracts. Section A, Physics e di Science Abstracts. Section A, Physics Abstracts. Nel 1972 iniziarono a collaborare come autori associazioni come l'American Institute of Physics, finché fra il 1975 e il 1976 si aggiunse anche l'Institute of Electrical and Electronics Engineers. Nei primi anni '80 fu distribuito in vari formati col nome di INSPEC-Physics e fu lanciato nel database Internet di INSPEC, dove nel decennio seguente fu ribattezzato Inspec, Section A - Physics. Negli anni '90 si diffuse la consulazione di Physics Abstracts.[6][7][8][9][10][11]
- Science Abstracts: il primo numero risale al gennaio 1898 e conteneva 110 abstract suddivisi in 10 sezioni: fisica generale, luce, calore, suono, elettrochimica e chimica fisica, ingegneria elettrica generale, dinamo-motori elettrici-trasformatori, distribuzione di potenza.-trazione-illuminazione, telegrafia e telefonia. Nel primo anno di attività furono pubblicati 1.423 abstract, corredato da un indice finale dei titoli suddivisi per autore e soggetto tematico.[12] Science abastract fu realizzato a cura dell'Institution of Electrical Engineers e della Physical Society di Londra, che lo distribuivano gratuitamente ai loro associati, grazie al contributo finanziario dell'Institution of Civil Engineers, della Royal Society e del British Association for the Advancement of Science. Poiché nel 1902 il numero annuale di abstract era aumentato fino a 2.362 unità, si decise di dividere la rivista in due pubblicazioni: Science Abstracts A (fisica) e Science Abstracts B (ingegneria elettrica). Tale scelta editoriale permise di ampliare ulteriormente le aree tematiche coperte e il numero di abstract pubblicati. Fino al 1907 l'accesso elettronico a Science Abstracts era fornito dall'INSPEC.
- Electrical engineering Abstracts* Electronics Abstracts
- Control theory Abstracts
- Information technology Abstracts
- Physics Indexes
- Electrical engineering Indexes
- Electronics Indexes
- Control theory Indexes
- Information technology Indexes
- Business automation Abstracts (Journals featuring management, economics and Social Sciences; organizations; management information systems related research).